# Weir, Indien
Weir är en ort i Indien.   Den ligger i distriktet Bharatpur och delstaten Rajasthan, i den centrala delen av landet, 180 km söder om huvudstaden New Delhi. Weir ligger 222 meter över havet och antalet invånare är 18 268.
Närmaste större samhälle är Bayāna, 16,6 km sydost om Weir. 